# KF Trepça '89
Klubi Futbollistik Trepça '89 je kosovský fotbalový klub z města Mitrovica. Hlásí se k historii klubu KF Rudari Stari Trg, který byl založen v roce 1940. Vznikl však až v roce 1992, kdy se odtrhli etnicky albánští fotbalisté z klubu FK Trepča a založili klub Minatori '89. Číslice v názvu byla odkazem na kosovské hornické stávky v roce 1989. V roce 2000 si klub zvolil současný název. V sezóně 2011–12 získal kosovský pohár. V sezóně 2016–17 klub prvně ve své historii vyhrál kosovskou ligu a jako první kosovský klub si zahrál Ligu mistrů a evropské poháry vůbec. V prvním předkole však nestačil na faerský klub Víkingur Gøta. Klubovými barvami jsou zelená a bílá. Své domácí zápasy klub hraje na stadionu Riza Lušti, který má kapacitu 7000 diváků.